# فجرآباد (شیروان)
روستای فجرآباد در فاصلهٔ ۲۸ کیلومتری جنوب غربی شیروان و دامنهٔ کم شیبی به طرف زوارم قرار گرفته‌است.
از شمال با روستای حسین‌آباد ورقی و گرزو و از جنوب با قاینالو از شرق با مشهد طرقی و از غرب نیز با زوارم در ارتباط می‌باشد.
این روستا حدود ۲۵۲ خانوار و ۱۲۴۶ نفر جمعیت دارد و و جزء دهستان زوارم است.